# Phyllophaga wolcotti
Phyllophaga wolcotti är en skalbaggsart som beskrevs av Saylor 1940. Phyllophaga wolcotti ingår i släktet Phyllophaga och familjen Melolonthidae. Inga underarter finns listade i Catalogue of Life.